# نفت و گاز در افغانستان
بر طبق آخرین ادعاها و اکتشافات در مورد نفت‌وگاز در افغانستان، در حدود ۱٫۸ میلیارد بشکه نفت خام و ۷۰۰ و یا ۳۰۰۰ میلیارد مترمکعب گاز طبیعی و ۵۶۲ میلیون بشکه گاز مایع وجود دارد. همچنین افغانستان توانایی استخراج روزانه ۳۰۰ هزار بشکه نفت خام را داراست که درآمدی معادل سالانه ۹–۱۰ میلیارد دلار برای افغانستان ایجاد می‌کند. میزان نفت و گاز افغانستان از بسیاری از کشورهای صادرکننده نفت و گاز چون جمهوری‌آذربایجان و ازبکستان و… بیشتر است. حوزه شمال قسمتی از حوزه عظیم نفت و گاز آمودریا می‌باشد که از نظر میزان ذخیره در بین ۱۵۲ حوزه نفتی و گازی کشف شده جهان در رده پانزدهم قرار دارد. این حوزه ۵۱۵ هزار کیلومتر مربع وسعت دارد و در چهار کشور افغانستان، ایران، ترکمنستان و ازبکستان گسترش دارد. تاکنون در افغانستان بیشترین تحقیقات و پژوهش‌های انجام شده در پنج حوزه نفت خیز صورت گرفته که دو حوزه آن در شمال آمودریا، یک حوزه آن در هلمند یک حوزه در هرات و یک حوزه آن در کتواز ولایت پکتیکا قرار دارد.
دو حوزه‌ای که در آن مطالعات زیادی به عمل آمده‌است عبارت از «حوزه افغان – تاجیک» در شمال – شرق کشور و «حوزه افغان – ترکمن» شمال غرب می‌باشد. در حال حاضر در امارت اسلامی افغانستان دارای شش منبع بزرگ نفت و گاز می‌باشد که شامل حوزه‌های ساحلی نفتی آمودریا، افغان- تاجک، کشک (جوار ترکمنستان)، کتواز، هلمند و حوزه نفت خیز هرات تیرپل است. در آینده نه چندان دور پژوهش‌های تکمیلی دربارهٔ معادن نفت کتواز ولایت پکتیا و ذخایر نفت ولایت هلمند و هرات آغاز خواهند شد. حوزه نفت و گاز خیز هلمند با مشمولیت قسمت جنوب – غربی و جنوبی افغانستان با مساحت مجموعی ۱۳۱ هزار کیلومتر مربع (۲۰٪ خاک کشور) می‌باشد. حوزه دیگر نفت و گاز خیز در ولایت کنر وجود دارد. تا کنون پژوهش در آن مورد صورت نگرفته‌است.امودریا

## اکتشافات قدیمی نفت و گاز در افغانستان
نخستین عملیات جهت اکتشاف نفت و گاز در افغانستان در سال ۱۹۵۶ انجام شده‌است بطوری‌که در سال ۱۹۵۹ منجر به اکتشاف میدان نفت یانگوت در ولایت سرپل گردید. در فاصله سال‌های ۱۹۵۹ تا ۱۹۶۶ پنجاه حلقه چاه اکتشافی دیگر نیز در این حوضه حفر گردید که باعث اکتشاف ۳ میدان گازی بزرگ میدان گازی یتیم تاق (۱۹۶۰)، میدان گازی خواجه گوگردک (۱۹۶۱) و میدان گازی خواجه برهان (۱۹۶۴) شد. گر چه چنین کشفیات صددرصد دقیق نبود اما از سال ۱۹۶۶ تا ۱۹۸۱ دست کم دو میدان نفتی کوچک، یک میدان گازی بزرگ جرقدوق و دو میدان گازی دیگر کشف شده‌است که عمدتاً در بخش شمال غربی کشور می‌باشد. بر اثر پژوهشی که در این اواخر صورت گرفت حوضه شمال قسمتی از حوضه عظیم نفت و گاز آمودریا می‌باشد که از نظر میزان ذخیره در بین ۱۵۲ مین حوضه نفتی و گازی کشف شده جهان بوده در رده پانزدهم قرار دارد. این حوضه ۴۰۰ هزار کیلومتر مربع وسعت دارد و در چهار کشور افغانستان، ایران، ترکمنستان و ازبکستان گسترش دارد؛ ولی پژوهشی که توسط سازمان ناسا انجام گرفت مشخص شد که در افغانستان بیشتر از ۱۰۰ نقطه نفت و گاز وجود دارد.
بر اساس مطالعات انجام شده می‌توان مجموع ذخایر نفت و گاز شمال کشور افغانستان را اعم از ذخایر کشف شده و کشف نشده که قابل استحصال می‌باشند به صورت زیر تعیین نمود.
درسال‌های ۱۹۸۰ روس‌ها مجموعاً ذخایر معادن افغانستان را ۹۵ میلیون بشکه و قابل استحصال را ۳۰۰ میلیون بشکه تخمین نموده بود؛ ولی بعداً این ارقام اضافه شده‌است. ذخیره منطقه نفتی حوزه‌های افغان- تاجیک و آمودریا در حدود ۱۵ تریلیون متر مکعب نفت برآورد شده‌است. اگر به بشکه تبدیل شود چیزی در حدود ۶۰ تریلیون بشکه نفت خواهد شد که در جدول کشورهای دارای ذخایر نفت در رتبه ۹ بعد از روسیه قرار می‌گیرد و بالاتر از لیبی. با توجه به مقدار مصرف جهانی و ذخایر کشورهای عمده تولیدکننده نفت، افغانستان در زمره صادرکننده‌های عمده به‌شمار نخواهد رفت؛ اما این مقدار نفت خام می‌تواند نیازهای داخلی را برای سالیان متمادی برآورده کند.
- مجموع ذخایر کشف شده نفت ۱٫۸ بیلیون بشکه نفت خام در بین مزارشریف و شبرغان وجود دارد
- مجموع ذخایر نفت قابل استخراج ۱۵۶۹ میلیون بشکه
- مجموع ذخایر کشف شده گاز در حدود ۴۴۴ بیلیون متر مکعب
- مجموع ذخایر گاز مایع ۵۶۲ بیلیون متر مکعب گاز

دراین اواخر تحقیقاتی که توسط سازمان آمریکایی ناسا انجام گرفت مشخص شد در افغانستان بیشتر از ۱۰۰ حوضه نفت و گاز وجود دارد. تاکنون در افغانستان بیشترین تحقیقات انجام شده در پنج حوضه نفت خیز صورت گرفته که دو حوضه آن در شمال آمو، یک حوضه آن در هلمند، یک حوضه در هرات و یک حوضه آن در کتواز ولایت پکتیکا قرار دارد. همچنان شرکت بریتیش پترولیم در تازه‌ترین گزارش سالانه خود اعلام کرد که افغانستان ظرفیت تولید ۲۵۰–۳۰۰ هزار بشکه نفت را در روز دارد، که با توجه به این موضوع تولیدات افغانستان سالانه حدود نه میلیارد و یکصد میلیون دلار درآمد خواهد داشت. مقامات بانک مرکزی افغانستان می‌گویند که افغانستان سالانه برای رشد اقتصادی خود به حدود شش الی هفت میلیارد دلار کمک نیاز دارد و مبالغ زیر زمینی و معادن می‌تواند منبع خوبی برای رشد اقتصادی باشد.
قرار بود تا آخر سال ۲۰۱۲ میلادی از این چاه‌ها ۱۵۰ هزار بشکه نفت استخراج شود که این مقدار به تدریج افزایش می‌یابد و در سال ۲۰۱۳ به ۳۰۰ هزار بشکه می‌رسد.
در آینده نزدیک تحقیقات دربارهٔ معادن نفت کتواز ولایت پکتیکا و ذخایر نفت ولایت هلمند و هرات آغاز خواهند شد. حوزه نفت و گاز خیز هلمند با شمول قسمت جنوب – غربی و جنوبی افغانستان در مساحت مجموعی ۱۳۱ هزار کیلومتر مربع (۲۰٪ خاک کشور) قرار دارد. حوزه دیگر نفت و گاز خیز در ولایت کنر وجود دارد. تا اکنون تحقیقات در مورد صورت نگرفته‌است.

## اکتشافات جدید
در سال ۲۰۰۶ مرکز مطالعات جغرافیایی آمریکا میزان منابع فسیلی کشف نشده افغانستان را ۱٫۵۹۶ میلیارد بشکه نفت خام، ۴۴۴ میلیارد متر مکعب گاز طبیعی و ۵۶۲ میلیون بشکه گاز مایع برآورد کرد که بیشترین میزان نفت خام طبیعی در حوزه افغان-تاجیک و بیشترین میزان گاز طبیعی در حوزه آمودریا وجود دارد. اما در سال ۲۰۰۹ میزان گاز طبیعی افغانستان را بیش از مقدار پیشی یعنی بین ۶۰۰ تا ۷۰۰ میلیارد متر مکعب برآورد کرد. همچنین میزان نفت تخمینی ۲۵ میلیون تن برآورد شد.
.
در سال ۲۰۱۰ این مؤسسه بعد از اعلام کشف حوزه‌ای نفتی در مثلث بلخ؛ حیرتان و شبرغان توسط وزارت معادن و نفت افغانستان، میزان نفت این حوزه را ۱٫۸ میلیارد بشکه برآورد شد. هم‌چنین میزان نفت میدان نفتی مجاور یعنی افغان -تاجیک ۱٫۵ میلیارد بشکه برآورد شد.
که این میزان نفت کشف شده بیشتر از ذخایر کشورهایی هم چون ازبکستان و ترکمنستان و سودان است.
مرکز مطالعات جغرافیایی آمریکا چندی پیش اعلام کرد حوزه آمودریا که شرکت ملی نفت چین پس از پیروزی در مناقصه سال گذشته کار اکتشاف و بهره‌برداری آن را به عهده گرفت دارای بیش از یک تریلیون و چهارصد میلیارد متر مکعب گاز طبیعی است. بنابر گزارش بریتیش پترولیم ذخایر گاز طبیعی افغانستان نیز «یک تریلیون و ششصد و پنجاه‌ودو میلیارد» متر مکعب تخمین زده می‌شود که حدود نیمی از ذخایر ثابت شده عراق است.با توجه به این حجم از گاز موجود، افغانستان از نظر رتبه‌بندی بالاتر از کشورهایی هم چون لیبی، هند، جمهوری آذربایجان، برزیل، آنگولا و بسیاری از کشورهای صادرکننده گاز قرار می‌گیرد.

## ادعای رئیس افغان گاز
برخلاف ادعاهای پیشین، صالح محمد فضلی، رئیس افغان گاز در جوزجان در گزارشی به بی‌بی‌سی گفت که پژوهش‌ها و عکس‌برداری‌های زمین‌شناسان آمریکایی نشان می‌دهد که حدود سه تریلیون متر مکعب گاز در شمال افغانستان وجود دارد.

## ظرفیت تولید و استخراج نفت در افغانستان
همچنان شرکت بریتیش پترولیم در تازه‌ترین گزارش سالانه خود اعلام کرد که افغانستان ظرفیت تولید دویست و پنجاه هزار بشکه نفت را در روز دارد، که با توجه به این موضوع تولیدات افغانستان سالانه حدود نه میلیارد و یکصد میلیون دلار درآمد خواهد داشت. مقامات بانک مرکزی افغانستان می‌گویند که افغانستان سالانه برای رشد اقتصادی خود به حدود شش الی هفت میلیارد دلار کمک نیاز دارد و مبالغ زیر زمینی و معادن می‌تواند منبع خوبی برای رشد اقتصادی باشد. وزارت معادن افغانستان اعلان داشته که تا آخر سال ۲۰۱۲ میلادی از این چاه‌ها ۱۵۰ هزار بشکه نفت استخراج می‌گردد که این مقدار به تدریج افزایش می‌یابد و در سال ۲۰۱۳ به ۳۰۰ هزار بشکه خواهد گردید.

## ذخایر نفت‌وگاز حوزه‌های نفتی افغانستان

### حوزه نفتی آمو دریا
حوزه رسوبی آمودریا که در قسمت شمال و شمال غربی کشور موقعیت دارد از نظر میزان ذخیره و وسعت خیلی طویل بوده در میان چهار کشور چهار کشور افغانستان، ایران، ترکمنستان و ازبکستان گسترش دارد.
این حوزه با کشور ترکمنستان در حدود تقریباً ۳۰۰ کیلومتر سرحد مشترک داشته مساحت این حوزه (۵۷) هزار کیلومتر مربع بوده بعد از موافقتنامه سال ۱۹۵۸ که بین افغانستان و اتحاد جماهیر سوسیالیستی شوروی سابق به امضا رسید، تحقیقات منظم زمین‌شناسی و برمه کاری‌های تفحصاتی – اکتشافی درحوزه‌های رسوبی آمودریا، افغان – تاجک و خمیدگی هرات آغاز گردید. تحقیقات انجام شده در این حوزه رسوبی منتج به تثبیت ۵۰۰ ساختمان مساعد به منظور تفحص نفت و گاز گردیده و تا به حال ۸ منبع گاز دار (معدن گاز دار خواجه گوگردک، معدن گاز دار جرقدوق، معدن گاز دار یتیم تاق، معدن گاز دار خواجه بولان، معدن گاز دار و اکتشافی جمعه، معدن گاز دار و اکتشافی باشیکورد، معدن گاز دار و اکتشافی چغچی و معدن گاز دار و اکتشافی جنگل کلان) و ۶ منبع نفتی (معدن نفت خیز انگوت، معدن نفت خیز آقدریا، معدن نفت خیز زمرد سای، معدن نفتی قشقری، معدن نفتی بازار کمی و معدن نفتی علی گل) کشف شده‌است. این حوزه دارای ۹۶۲ میلیون بشکه ذخایر نفت خام و ۵۲ تریلیون فوت مکعب گاز طبیعی است.
در ذخایر مجموعی گاز که قابل استخراج می‌باشد به حجم (۱۲۰) میلیارد مترمکعب گاز تثبیت گردیده که از آن جمله به حجم (۵۷٫۵) میلیارد مترمکعب گاز به مصرف رسیده‌است. حوزه نفت‌وگاز آمودریا از نظر میزان ذخایر گاز و نفت در بین ۱۵۲ حوزه نفت و گاز کشف شده جهان بوده در رده پانزدهم قرار دارد. حوزه رسوبی آمودریا یک حوزه مهم رسوبی است که سیستم نفت در آن ثابت شده و دورنمای خوب در آن پیش‌بینی می‌گردد.
درحوزه آمودریا تعدادی ساختمان‌های عمیق زمین‌شناسی نظربه تحقیقات مختلف زمین‌شناسی تثبیت گردیده و احتمال بیشتر وجود دارد که ساختمان‌های یاد شده دارای ذخایر فراوان گاز باشد، حوزه نام‌برده پژوهش بیشتر زمین‌شناسی را ایجاب می‌نماید و امکانات کشف ساختمان‌های جدید در این حوزه نیز متصور است. برای نخستین بار تفحص و اندازه‌گیری (Sizmake) حوزه نفتی افغان تاجک به گونه D2به مساحت ۴۸۰ کیلومتر مربع آغاز و کار این اندازه‌گیری با مصرف مجموعی ۱۲۵۰۰۰۰۰ دوازده میلیون و پنج صد هزار دلار توسط کمپنی کانادایی تیرا سایز (Terrasais) تکمیل گردیده‌است.
قرارداد استخراج این حوزه با یک شرکت چینی برای مدت ۲۵ سال عقد شده‌است که در ابتدا سالانه ۱۵ هزار بشکه نفت از این حوزه نفتی استخراج خواهد شد که درآمد حکومت افغانستان از حوزه آمودریا به ۴۰۰ میلیون دلار در سال می‌رسد. سود حکومت افغانستان از حوزه نفتی آمودریا ۷۰ درصد، و میزان استخراج نفت از حوزه آمودریا تا دو سال آینده به ۳۰۰ هزار بشکه خواهد رسید. وزارت امور داخله هم از تأمین امنیت این حوزه نفتی اطمینان داده و گفته‌است که نیروهای امنیتی با جان و دل از این حوزه نفتی پاسداری خواهند کرد. کشور کانادا، قزاقستان روسیه و دولت چین در کشف و سروی معادن شمال تلاش زیادی نموده‌اند. درین اواخر کره‌ی جنوبی وعده همکاری نیز داده‌است. میدان‌های نفتی و گازی آمودریا که موقعیت و ذخایر نفتی آن تثبیت گردیده و در این اواخر به دعواطلبی گذاشته شده‌است قرار ذیل می‌باشد.

#### میدان انگوت
این منطقه در شش کیلومتری شهر سر پل در قسمت فوقانی یک چین خوردگی با ارتفاع۱۰۰۲متر واقع شده‌است و در این حوضه تا کنون۱۴چاه اکتشافی حفر گردیده‌است که به عنوان مثال چاه شماره۸در عمق۱۰۸۰متری به نفت رسیده و مقدار استخراج آن ۷۰۰ تن در روز تثبیت گردیده‌است.
ذخیره کلی این میدان در حدود۴ میلیون تن ارزیابی شده‌است.

#### میدان آق دریا
این میدان در چهار کیلومتری شرق شهر سر پل در ولایت جوزجان و هشت کیلومتری میدان انگوت واقع شده‌است و اولین چاه اکتشافی در۲۱ ماه مه سال ۱۹۷۴در آن حفر گردید و ذخیره کلی این میدان در حدود ۲۲میلیون تن برآورد شده‌است.

#### میدان گازی خواجه برهان
این منطقه در۳۵ کیلومتری جنوب شرقی شهر شبرغان واقع گردیده‌است و ذخیره کلی این میدان در حدود ۴ تا ۵ میلیارد متر مکعب تخمین زده شده‌است.

#### میدان گازی یتیم تاق
میدان گازی یتیم تاق یکی از بزرگترین میدان‌های گازی منطقه شبرغان است و مجموع ذخیره آن در حدو۲۰–۲۵میلیارد متر مکعب می‌باشد. در جریان حفاری چاه شماره ۴۴ این میدان به دلیل عدم رعایت استانداردهای حفاری و عدم تعیین دقیق فشار داخلی مخزن، کلیه تأسیسات حفاری در اثر انفجار چاه منهدم گردید. این حادثه باعث آزاد شدن گاز و آتش‌سوزی گردید که نزدیک به یکسال ادامه داشت تا بالاخره با روش‌های مختلف از جمله تزریق مواد و گذاشتن سرپوش فلزی آتش‌سوزی چاه مهار گردید.

#### میدان گازی خواجه گوگردک
این میدان در ۲۲ کیلومتری جنوب شرقی شهر شبرغان قرار دارد و ذخیره کلی این میدان در حدود ۸/۴۶ میلیارد متر مکعب تخمین زده شده و بهره‌برداری از آن از ۲۱ اکتبر ۱۹۶۷ آغاز شده‌است. در سال ۱۹۷۳ بیست و هشت حلقه چاه جهت استخراج و بهره‌برداری گاز در این میدان حفر گردید و تا سال۱۹۷۵ به۳۲حلقه افزایش یافت. بخشی از گاز تولیدی این منطقه از طریق خط لوله به شوروی سابق صادر می‌شد و بخشی دیگر از آن به کارخانه کود و برق مزارشریف منتقل می‌گردید. ذخیره گاز ترش خواجه گوگردک در حدود۴/۱۸میلیارد متر مکعب و گاز شیرین آن در حدود ۳۷ تا ۳۸ میلیارد مترمکعب ارزیابی شده‌است.

#### میدان گازی جرقدوق
این میدان در حوزه گازی شبرغان واقع شده‌است و ذخیره گاز آن۴۱میلیارد متر مکعب تخمین شده‌است. علاوه بر میدان‌های ذکر شده، مناطق نفت و گاز خیز دیگری نیز در این ناحیه شناسایی شده‌اند که می‌توان به حوزه دشت لیلی، حوزه آقچه، حوزه محمد جان خان دگر، حوزه بلخ، حوزه ولسوالی غورماچ، حوزه علی‌آباد، حوزه بازار کلی، حوزه کلفت و حوزه جنگل کلان اشاره نمود.

#### چاه‌های نفت منطقه "قشقری
این مخزن در سال ۱۹۷۶ که در دوازده کیلومتری طرف جنوب و جنوب شرقی شهر سرپل واقع می‌باشد، کشف گردید. منطقهٔ نفت خیز قشقری ۱۱۵۹ متر از سطح بحر ارتفاع دارد و مساحت ذخیره آن در زیر زمین به طول و عرض تقریبی ۷٫۵ در ۱٫۵ کیلومتر می‌باشد. به لحاظ علم زمین‌شناسی، این منطقه در طبقات الب یک طبقه، اپت دو طبقه و هاتاریف یک طبقه که مجموعاً چهار طبقهٔ نفت دارد. این معدن به صورت عموم به طبقهٔ تباشیر (کریتیشیاس) تعلق می‌گیرد. در منطقهٔ قشقری جمعاً ده چاه تفحصاتی و اکتشافی حفر گردیده که از آن جمله چاه‌های شماره ۱، ۲، ۳، ۴، ۸، ۹ و ۱۰ نفت خیز هستند. ذخیره نفتی قشقری منطقه‌ای در حدود ۴۵۰۰ کیلومتر مربع را شامل می‌گردد. برآورد شده‌است که این مخزن حدود ۸۰ میلیون بشکه نفت دارد که برای ۲۵ سال روزانه ۱۱ هزار بشکه نفت از آن استخراج خواهد شد. وزارت معادن افغانستان با شرکت ملی نفت چین (CNPC) قرارداد استخراج این مخزن نفتی را امضا کرده‌است. چین نخستین کشور خارجی خواهد بود که در افغانستان نفت استخراج می‌کند. این قرارداد به چین امکان می‌دهد در ولایت‌های سرپل و فاریاب نفت تولید کند. این منطقه تحت عنوان حوزه آمودریا (بلاک قشقری، بلاک بازار کمی و بلاک زمرد سای) شناخته می‌شود. بر اساس قرار داد ۱۵ درصد ریالیتی (سود خالص از نفت تولید شده) به دولت افغانستان پرداخت خواهد شد. در ولایت سرپل به یک شرکت دولتی چینی واگذار شده‌است. در اطراف منطقه پوسته‌های امنیتی مستحکمی ایجاد شده‌است.

#### حوزه نفتی اندخوی و آقینه
وزارت معادن افغانستان تحقیقات حوزه نفتی اندخوی و آقینه در ولایت فاریاب را آغاز کرده‌است. این تحقیقات توسط شرکت کانادایی «تیراسایز» انجام می‌شود و سه ماه را در بر می‌گیرد. «حوزه احتمالی نفتی اندخوی و آقینه که ۲۳۶ کیلومتر زمین را احتوا می‌کند، با این قرارداد مطالعات اندازه‌گیری آغاز می‌شود. تحقیقات لرزه‌ای به مطالعاتی گفته می‌شود که اندازه ذخایر نفتی زیر زمینی توسط آن مشخص می‌شود. شرکت کانادایی تیراسایز تحقیقات لرزه‌ای را پیش از این در حوزه نفتی افغان - تاجیک انجام داده و حالا این تحقیقات را در حوزه نفتی اندخوی و آقینه آغاز کرده‌است. هزینه این تحقیقات ۶ میلیون دلار است که از بودجه انکشافی دولت افغانستان پرداخته می‌شود.

#### تأسیسات جدید چاه نفت انگوت
به صورت عمومی در هر پنج منطقه نفت خیز انگوت قابل استخراج به مقدار ۱۱٫۲۱ میلیون تن نفت موجود است. فرایند استخراج این چاه‌ها با ظرفیت ۸۰۰ بشکه سوخت در یک شبانه روز آغاز گردیده و پس از پالایش در پالایشگاه‌های کشور به بازار عرضه خواهد شد کار سروی این حوزه توسط یک شرکت کانادایی خبر داده شده‌است.

#### ذخیره نفتی بازار کلی
در سال ۱۹۷۷ ذخایر نفتی درمنطقه «بازارکلی» در ۲۰۰ کیلومتری غرب سرپل کشف گردید که مشخصات تخصصی آن این گونه است:
اندازهٔ این ذخیره در طبقهٔ تباشیر پایانی مساوی به ۱۸ در ۱٫۴ کیلومتر به امپلیتود ۳۰ متر بوده و موقعیت افقی مذکور از ۱۶۶۸ تا ۱۶۸۰ متری و کثافت نفت ۰٫۸۵۶ گرام فی سانتی‌متر مکعب است و متوسط موجودیت مواد فرار ۵۰٫۶ و مقدار گوگردی ۱٫۸ درصد و مقدار پارافین ۲٫۱۷ درصد، اسفلتین ۶٫۲ درصد و غلظت سینماتیکی ۱۶٫۲ سانتی پوآز و دارایی گاز کاندین است از ۲ الی ۱۰ گرام در متر مکعب می‌باشد. مساحت اصلی اشباع شده نفتی ۲۴۰۰ هزار متر مربع به ارتفاع ۵٫۶ متر، ضریب قابلیت نفوذ ۰٫۲۰ و ضریب نفتی ۰٫۵۹ و ضریب نفت دهی ۰٫۳۷ است. مقدار نفت در همین یک طبقه ۷۵۰ هزار تن و قابل استخراج ۲۷۷ هزار تن است.

#### ذخیره نفتی زمردسای
منطقه دیگر نفتی، منطقه «زمرد سای» در طبقهٔ ۱۴ زمین‌شناسی سمت شمالی دارای نفت سرشار است. مشخصات تخصصی این ذخیره نفتی نیز چنین است: اندازهٔ محفظ ۹٫۵ ضرب ۲٫۷ کیلومتر به امپلیتود ۸۴ متر بوده و موقعیت افقی مذکور بین ۱۶۵۰ تا ۱۷۷۰ متر است. کثافت نفت ۰٫۸۸۷ گرام در سانتی‌متر مکعب و متوسط موجودیت مواد فرار طبقه ۳۱٫۰ درصد، گوگرد ۲٫۱ درصد، پارافین ۴٫۴ درصد، اسفلتین ۸٫۲ درصد بوده و غلظت سینماتیکی ۴۳ سانتی پوآز می‌باشد. موجودیت گاز کاندینست بین ۱۲ تا ۲۰ گرام در متر مکعب نفت و فشار طبقه ۲۱٫۵ مگاپاسکال و حرارت طبقه ۸۳ درجه سانتی گراد است. مساحت اصلی مشبوع از نفت ۱۰۰۶۳ متر مربع و ضخامت مشبوع نفتی ۸٫۶ متر، ضریب قابلیت نفوذ ۰٫۲۲ و ضریب نفتی ۰٫۶۴ و ضریب نفت دهی ۰٫۲۵ است. موجودیت نفت در این طبقه به قدر ۱۰۶۸۸ هزار متر مکعب و قابل استخراج آن ۲۶۷۲ هزار متر مکعب می‌باشد.

### حوزه نفتی افغان – تاجک
این حوزه درقسمت شمال و شمال شرق افغانستان موقعیت داشته که مساحت آن به ۳۱ هزار کیلومتر مربع می‌رسد وبا کشور ترکمنستان در حدود (۳۶۰) کیلومتر مرز مشترک دارد. این حوزه در شمال و شمال شرق کشور از ولایت تخار تا به ولایت جوزجان امتداد یافته‌است که از طرف شرق به کوهای هندوکش، از طرف غرب و شمال به آمو دریا و از طرف جنوب به کوهای البرز می‌رسد. این حوزه در سال ۱۹۵۸ میلادی کشف شد و دو سال پیش در نتیجه بررسی شرکت کانادایی نفت و گاز تراسایز، در ۳۱ هزار کیلومتر مربع و ۱۲ بلاک تقسیم گردیده‌است. این حوزه حدود ۹۴۶ میلیون بیرل نفت خام و ۷ تریلیون فوت مکعب ذخایر گاز طبیعی دارد.
حوزه نفت خیز افغان - تاجک دارای ذخیره پیش‌بینی شده ۱٬۵۹۶میلیارد بشکه است، که اگر هر بشکه نفت را ۷۷ دلار حساب کنیم ارزش مجموعی این ذخیره نفتی به ۱۲۳ میلیارد دلار می‌رسد.
درحوزه رسوبی افغان تاجک یک سلسله تحقیقات زمین‌شناسی انجام یافته که در نتیجه ساختمان‌های متعدد در آن تثبیت گردیده‌است. برمه کاری‌های عمیق تفحصاتی بالای یک تعداد ساختمان‌های عمیق زمین‌شناسی صورت گرفته که در بعضی ساختمان‌ها علایم نفت به مشاهده رسیده و در بعضی ساختمان‌ها درجریان برمه کاری‌ها یک سلسله مشکلات زمین‌شناسی و تکنیکی به وجود آمده و طبقات مثمر مطلوبه در آن بازنگردیده است. حوزه رسوبی افغان تاجک یک منطقه مثمر نفتی پیش‌بینی می‌گردد که مطابق قانون هیدروکربن‌ها به (۱۲) بلاک تقسیم‌بندی گردیده که از جمله، قرار داد استخراج دو بلاک حوزهٔ نفت وگاز «افغان-تاجیک» با سه شرکت امضاء شده که بر اساس آن این شرکت‌ها ۱۲ میلیارد دلار در این حوزه سرمایه‌گذاری خواهند کرد؛ که بر اساس این قرارداد، در پنج سال نخست این شرکت‌ها یک میلیارد و ۶۰۰ میلیون دلار سرمایه‌گذاری می‌کنند و در ۱۲ سال آن را به ۱۲ میلیارد دلار خواهند رساند.
این دو بلاک قرارداد شده دارای ۵۱۴ میلیون بیرل نفت و۹۱ میلیارد متر مکعب گاز طبیعی می‌باشند؛ که طبق قرارداد نفت‌وگاز استخراج شده از این حوزه در ابتدا برای بر طرف کردن نیازمندی افغانستان استفاده می‌شود و سپس صادر خواهد شد.
با آغاز کار این حوزه، زمینه کار برای هزار نفر فراهم می‌شود اما سپس تا به ۱۲ هزار تن افزایش خواهد یافت. حوزه افغان تاجک بطرف شمال افغانستان در خاک کشور تاجکستان امتداد یافته و دارای عین مشخصات زمین‌شناسی می‌باشد. در منطقه تاجیکستان نزدیک به مرز افغانستان چندین معادن نفت که دارای ذخایر صنعتی می‌باشد کشف و تثبیت گردیده‌است.
مشابه به ساختمان‌های نفتی آنطرف مرز در منطقه افغانستان نیز چندین بلاک تکتونیکی (طبقاتی) مانند میگاسین کلینال (فرورفتگی)های سورخان دره وخش (کولاب). و میگا آنتی کلینال (برآمده گی)های کارنیگان واب گرم تشخیص گردیده‌است.
دراین بلاک‌های تکتونیکی (طبقاتی)، تعداد زیاد ساختمان‌های آنتی کلینال (برآمده گی)، موجود بوده که برای تجمع نفت و گاز مساعد می‌باشد این منطقه خیلی مغلق پیش‌بینی گردیده بنابراین تحقیقات زمین‌شناسی بیشتر را ایجاب می‌نماید.
آمپلی تود (دامنهٔ) شکستگی‌ها در این منطقه به نسبت داشتن تکتونیک نمکی در حدود (۴–۵) کیلومتر ممکن است. طبقات مثمر حوزه رسوبی افغان تاجک عبارت است از ژوراسیک (یکی از دوره‌های شکل‌گیری زمین) تحتانی وسطی و فوقانی رسوبات تباشیر و پالیوجین (دوره اول شکل‌گیری) می‌باشد.

### حوزه نفتی (تیرپل) هرات
این حوزه درقسمت غرب افغانستان درمنطقه‌ای در نزدیکی به مرز بین ایران و اسلام قلعه درهرات موقعیت داشته وبا کشور ایران به فاصله (۹۵) کیلومترهم-سرحد می‌باشد.
مساحت حوزه نام‌برده (۱۴) هزار کیلومتر مربع می‌باشد و حوزه رسوبی هرات تحقیقات امور لرزه‌ایی امواج منعکسه، گراویمتریک، پژوهش‌های سروی زمین‌شناسی انجام یافته که در نتیجه تعدادی ساختمان‌های عمیق زمین‌شناسی برای برمه کاری‌های تفحصاتی آماده ساخته‌اند.
امور برمه کاری‌های عمیق تفحصاتی بالای ساختمان‌های احمدآباد، تیرپل و گوهرشاد بیگم انجام یافته که در نتیجه مثمریت نفت و گازخیزی آن درنقطه اول تفحصاتی احمدآباد به ثبوت رسیده‌است.
با آن که در مورد مقدار نفت ذخیره شده و قابل بهره‌برداری در این حوزه تا اکنون معلومات دقیق در دست نیست، اما کار اکتشافی روی معادن این حوزه جریان دارد و تا اکنون چندین شرکت داخلی و خارجی خواهان استخراج نفت این منطقه شده‌اند.
حوزه رسوبی تیرپل ازجمله حوزه‌های دلچسب زمین‌شناسی بوده که تمام شرایط تشکیل هیدروکربن‌ها در آن مساعد می‌باشد.

### حوزه نفتی کتواز
حوزهٔ نفت و گاز کتواز، یک منطقهٔ مشترک بین ولسوالی‌های یحیی خیل، زرغون شهر، جانی خیل و خوشامند در طرف جنوبی شرنه خوانده می‌شود.
این حوزه درقسمت جنوب شرقی کشور موقعیت داشته و مربوط زون جیوسین کلینال (عامل بوجودآمدن برآمدگی و فرورفتگی) جوان بوده و مساحت این حوزه در حدود (۴۰) هزار کیلومتر مربع بوده که ضخامت احجار راسبه آن به (۶) هزار متر می‌رسد، تهداب احجار راسبه عبارت از رسوبات پیش از کمبری (تهداب کرستلی) می‌باشد.
نفت و گاز حوزه کتواز به رسوبات پالیوجین (دوره اول تشکل) ایوسین (دوره عصرجدید تشکل) تحتانی که درقسمت منطقه پاکستان مثمر بوده ارتباط می‌گیرد در این حوزه رسوبات تباشیر وجوراسیک نیز نفت و گازدار پیش‌بینی می‌گردد.
جیولوجیستان پژوهشگر در عرصهٔ نفت و گاز باور دارند که نفت و گاز کتواز، یک منطقهٔ رسوبی می‌باشد که پیش‌بینی خوب در مورد آیندهٔ آن شده می‌تواند. همچنان در منطقهٔ مشترک این حوزه که در آن سوی خط دیورند در خاک پاکستان موقعیت دارد، فعلاً نیز ذخایر خوب نفت و گاز کشف شده‌است.
در سال (۱۹۷۵) شرکتی فرانسوی بنام توتال یک قرارداد به «ریاست مؤسسه ملی نفت» آن زمان به امضا رسانید که شرکت نام‌برده مکلفیت داشت تا در مقابل دومیلیون دلار آمریکایی به مدت دونیم سال تحقیقات زمین‌شناسی غرض تثبیت و تشخیص نفت و گازدار به مصرف برساند. کمپنی توتال بعد از انجام یک سلسله تحقیقات زمین‌شناسی نفت و گاز پیش از تکمیل معیار مرحله اول تفحصاتی عدم دلچسبی خویش را به دوام تحقیقات زمین‌شناسی ابراز نمود. مهندسان شرکت فرانسوی توتال بیشتر از ۳ صد هزار دلار آمریکایی به مصرف رسانیده و مبلغ متباقی را واپس به وزارت معادن تحویل نموده‌اند. شرکت فرانسوی توتال وظیفه داشت که تحقیقات زمین‌شناسی را قرار ذیل انجام دهد.
1. . مطالعه تکتونیک منطقه کتواز
2. . چینه‌شناسی
3. . شرایط جغرافیای دیرینه
4. . احتمال موجودیت هیدروکربن‌ها

شرکت توتال فرانسه بعد از انجام تحقیقات زمین‌شناسی عدم دلچسبی خویش را بدوام کار روی چندین عامل که قرار ذیل است ابراز نموده بود.
1. . احجار «مادرسنگ» کم بوده و مواد عضوی در آن به ندرت به نظر می‌رسد.
2. . احجار سنگ ریگی عموماً سمنت شده به نظر می‌رسد و مواد هیدروکربن در آن جابجا شده نمی‌تواند.
3. . ساختمان‌های زمین‌شناسی بسته در سطح زمین (برهنه) به مشاهده نمی‌رسد.

پس از انجام یک سلسله تحقیقات زمین‌شناسی در این حوزه، امکانات کشف ساختمان‌های عمیق زمین‌شناسی که برای تجمع نفت و گاز مساعد بوده متصوراست.

### حوزه نفتی هلمند (سیستان)
این حوزه عموماً از دشت مارکو و ریگستان تشکیل گردیده و مساحت آن به (۱۳۱) هزار کیلومتر مربع می‌رسد، ضخامت احجار راسبه حوزه نام‌برده (۵–۶) کیلومتر بوده برای تشکیل هیدروکربن‌ها مساعد می‌باشد. در این حوزه مطالعات زمین‌شناسی تقریباً صورت نگرفته دورنمای آن بعد از انجام یک سلسله تحقیقات زمین‌شناسی روشن خواهد گردید.

### حوزه کشک هرات
گفته می‌شود نماینده‌های وزارت معادن برای بررسی ذخایر نفت و گاز به ولسوالی‌های گلران، کشک کهنه و کشک رباط سنگی در شمال ولایت هرات مناطق هم سرحد با ترکمنستان اعزام شده‌اند. مطالعات اخیر زمین شناختی در ولسوالی‌های کشک کهنه، ولسوالی کشک رباط سنگی، ولسوالی گلران و حتی مناطقی در غرب ولایت بادغیس نشان می‌دهد که در این مناطق منابع گاز موجوداند. فعلاً پژوهش در این منطقه جریان دارد. دیده شود که چه نتایجی بدست می‌آید.

## ارقام ذخایر گاز و نفت شمال افغانستان (الی سال۲۰۱۶)
بر اساس معلومات وزارت معادن، در حوزه‌های نفتی کشف شده و ناشده به صورت مجموعی ۴۴۴ میلیارد متر مکعب گاز مایع، ۲۱۹ میلیون تن نفت و۷۰ میلیون تن نفت کاندنسات که مرکب از گاز است، وجود دارد.
بر اساس مطالعات انجام شده می‌توان مجموع ذخایر نفت و گاز شمال کشور اعم از ذخایر کشف شده و کشف ناشده که قابل استحصال می‌باشند را به صورت زیر تعیین نمود.
- مجموع ذخایر کشف شده نفت ۸۰ میلیون بشکه. مجموع ذخایر نفت قابل استحصال۳۰۰میلیون بشکه به همراه ۱۴۵میلیون بشکه نفت سنگین.
- مجموع ذخایر کشف شده گاز در حدود ۵ تریلیون فوت مکعب.
- مجموع ذخایر قابل استحصال گاز در حدود ۹/۶ تریلیون فوت مکعب. اداره نقشه‌برداری و زمین‌سناسی ایالات متحده آمریکا چنین ارقام را ارائه نموده‌است.

## آمادگی قزاقستان برای ساخت پالایشگاه نفت در هرات و کشک
دولت قزاقستان برای ساخت پالایشگاه نفت در منطقه «تیرپل» ولسوالی کهسان ولایت هرات اعلام آمادگی کرده‌است..
اخیراً سفیر قزاقستان در سفری به ولایت هرات علاقه‌مندی خود را برای ساخت دو پالایشگاه نفت در کشور ابراز کرده‌است. قرار است قزاقستان یک پالایشگاه نفتی را در ولایت هرات و پالایشگاه نفت دیگری را در شمال کشور بنا کند. براساس آمارهای ابتدایی ارائه شده، مناطق شمالی ولایت هرات دارای هزاران متر مکعب گاز و نفت است.
ساختار زمین‌شناسی مناطق نفت خیز و گاز خیز ترکمنستان با مناطق شمالی هرات و غرب بادغیس یکسان بوده نشان می‌دهد که این مناطق می‌توانند، بزودی به یکی از مناطق تأمین‌کننده گاز افغانستان و منطقه تبدیل گردند. در حال حاضر یک شرکت کانادایی در حال بررسی و اکتشاف گاز در آن منطقه است و تحقیقات ابتدایی نشان می‌دهد که یک ذخیره گاه بسیار بزرگ گاز در این منطقه موجود است. کار استخراج بیشتر حوزه‌های گاز و نفت هرات، تا دو سال آینده تکمیل می‌شود.
یک پالایشگاه بزرگ نفت با سرمایه‌گذاری ۳۰ میلیون دلار، از سوی بخش خصوصی در هرات به بهره‌برداری سپرده شد. در صورت ساخت پالایشگاه از طرف دولت قزاقستان ولایت هرات مرکز ولایت نفت خیز خواهد گردید.
این پالایشگاه به نام «آسیا هریوا انرژی» در منطقه کمرکلاغ در شمال غرب شهر هرات ساخته شده‌است،

## تولید گاز فشرده طبیعی در افغانستان
برای نخستین بار دستگاه گاز فشرده طبیعی بروز شنبه ۲۳ ثور ۱۳۹۱ در ولایت جوزجان افغانستان افتتاح گردید. گاز فشرده در وسایط و ژنراتورهای گازی هزینه سوخت آن‌ها را به نصف کاهش می‌دهد. در حال حاضر بیشتر وسایط در افغانستان از دیزل و نفت استفاده می‌کنند اما اخیراً وسایطی که از گاز طبیعی استفاده می‌کنند، نیز وارد بازار شده‌اند.
دستگاه گاز فشرده در یک ساعت قادر است تا ۱۸هزار متر مکعب را فرآوری کند و آن را در اختیار موتورداران قرار دهد. این دستگاه قادر است تا سیستم گازی را در موتورهای که از نفت استفاده می‌کنند، نصب کند.
قرار است دستگاه‌های گاز فشرده طبیعی در ولایات مختلف افغانستان ساخته شود. گاز مورد نیاز این استیشن از طریق چاه‌های گازی «جرقدوق» و «شکرک» که در ولایت جوزجان موقعیت دارند، تهیه می‌شود.
گازی که از چاه‌های نفتی این دو منطقه استخراج می‌شوند، آب و گوگرد آن پالایش می‌شود و به گاز فشرده طبیعی مبدل می‌گردد که برای موتورها و ژنراتورهای گازی قابل استفاده است.

## ذخایر نفت گومل
چندی پیش زمین‌شناسان آمریکایی، وجود نفت را در منطقهٔ «درییو خویندو» از مربوطات این ولسوالی تأیید کرده‌اند و امکان دارد که این منطقه ذخایر وسیع نفت داشته باشد؛ اما تاکنون کدام کار عملی در این راستا صورت نگرفته‌است.
همچنان به اساس معلومات و تحقیقات ریاست معادن پکتیکا و سایر منابع، امکان موجودیت معادن ذیل نیز در ولایت پکتیکا وجود دارد.

## قرارداد استخراج نفت و گاز حوزه افغان - تاجک
قرارداد استخراج نفت و گاز حوزه افغان - تاجیک به‌تاریخ ۱۷ میزان ۱۳۹۲به امضا رسید. حوزه افغان - تاجک که ۳۱۰۰۰ کیلومتر مربع مساحت را در برمی‌گیرد و از جوزجان آغاز تا کندز ادامه دارد، میان مقامات ارشد وزارت معادن و نفت افغانستان و شرکت‌های غضنفر، شرکت ترکیش پترولیم و شرکت درگن اویل عربی به امضا رسید. در آغاز کار این پروژه ۱۰۰۰ تن و بعد از بهره‌برداری آن ۱۲۰۰۰ تن مشغول کار می‌شوند کار و استخراج نفت و گاز در این پروژه برای ۲۵ سال ادامه خواهد داشت.
موجودیت نفت و گاز در حوزه افغان -تاجک در حدود ۵۶ سال پیش شناسایی گردیده بود که بنابر مشکلات و تحولات در کشور افغان‌ها موفق به استخراج آن نگردیدند. قرار بررسی‌های که انجام شده در این منطقه ۵۱۴ میلیون نفت و ۹۱ میلیارد گاز طبیعی موجود می‌باشد.
بعد از چند سال نزدیک با استخراج نفت از این حوزه دیگر نیازی به کمک‌های بین‌المللی نخواهد بود چون ۶۰ درصد مفاد به دست آمد از استخراج نفت و گاز این حوزه مربوط به دولت افغانستان بوده و ۴۰ درصد دیگر آن به شرکت‌های قرارداد شده تسلیم می‌شود.
حوزه نفتی افغان - تاجک در شمال افغانستان عمدتاً در ولایات تخار، کندز، بلخ و بخشی در ولایت جوزجان قرار دارد. شرکت‌های نامبرده از ۱۲ بلوک حوزه نفت و گاز افغان - تاجک تنها مسوولیت استخراج بلاک‌های مزارشریف و صندوقلی را دارند که مسوولیت استخراج نفت صندوقلی به دوش شرکت ترکی و بلوک مزارشریف به دوش شرکت ملی نفت امارات متحده عربی می‌باشد و غضنفر گروپ در هر دو قسمت با شرکت‌های یاد شده شریک است. بررسی‌های ابتدایی نشان می‌دهد که در بلاک‌های مزار و صندوقلی ۵۱۴ میلیون بشکه نفت و ۹۱ میلیارد متر مکعب گاز وجود دارد. طبق قرار داد شرکت‌های نامبرده تا ۲۵ استخراج نموده می‌توانند.
با آغاز استخراج نفت از این ۲ بلاک بیش از ۱۲٫۵ درصد حق امتیاز به دولت افغانستان پرداخته می‌شود که بر بنیاد آن تا ۲۵ سال ۱۲ میلیارد دلار به خزانه دولت سرازیر خواهد شد؛ و هم شرایط کار برای ۱۲۰۰۰ افغان مساعد می‌گردد.

## قرارداد حوزه نفتی افغان-تاجیک تعدیل می‌شود
سه شنبه ۱۳ میزان ۱۳۹۵ :شرکت‌های «دراگن آیل» امارات متحده عربی، «ترکیش پترولیم» ترکیه و «غضنفر گروپ افغانستان»، سه شرکتی هستند که خواستار تعدیل قرارداد این حوزه نفتی شده‌اند.
حوزه رسوبی «افغان-تاجک» که به دوازده بلوک تقسیم شده و در حدود ۳۶۰ کیلومتر سرحد مشترک با کشورهای ازبکستان و تاجیکستان دارد. این منطقه از طریق داوطلبی آزاد بین‌المللی میان وزارت معادن و نفت و کنسرسیوم شرکت‌های دراگن آیل، ترکیش پترولیم و غضنفر گروپ در سال ۲۰۱۳ به منظور اکتشاف و تقسیم تولید هیدروکربن‌های آن عقد قرارداد گردیده بود.
شورای عالی اقتصادی روی این حوزه نفتی بحث کرده و از درخواست کنسرسیوم شرکت‌های قراردادکننده برای تعدیل قراردادشان خبر داده‌است. اعضای شورای عالی اقتصادی گفته‌اند که در صورت تعدیل قراردادهای این شرکت‌ها باید منافع حکومت و مردم در نظر گرفته شود و موارد قابل تعدیل وضاحت داشته باشد.

## نقشه‌برداری ثقلی و مغناطیسی دو بلاک نفتی حوزه افغان – تاجیک
کار نقشه‌برداری ثقلی و مغناطیسی دو بلوک نفتی حوزه افغان - تاجیک، در مناطق صندوقلی و مزار شریف در شمال کشور، با موفقیت به انجام رسید. مساحت این منطقه، ۵۷۶۰ کیلومتر مربع است که سروی آن توسط کنسرسیوم قراردادی وزارت معادن و نفت افغانستان انجام شده‌است. کار در این منطقه به تاریخ ۱ - اوت- ۲۰۱۵ میلادی آغاز و به تاریخ ۲۵ - سپتامبر - ۲۰۱۵ ختم گردیده که با انجام این نقشه‌برداری، زمینه آغاز کارهای دقیق‌تر که مشمول تحقیقات لرزه‌ای به منظور فراهم ساختن زمینه تحقیقات اکتشافی و تفحصی در این حوزه نفتی مهم کشور، فراهم خواهد شد. تحقیقات لرزه‌ای این حوزه نفتی در اواخر سال ۲۰۱۵، با هزینه بیش از چهل و پنج میلیون دلار آمریکایی آغاز گردید.

## پالایشگاه سوخت
یک پالایشگاه نفت در حوزهٔ آمودریا با سرمایهٔ ۷۰۰ میلیون دلار ساخته می‌شود، که دیگر نیازی به انتقال نفت خام افغانستان به خارج نخواهد بود.
ادارهٔ حمایت از سرمایه‌گذاری در افغانستان (آیسا) می‌گوید، که این پالایشگاه روزانه ظرفیت پالایش ۶۰ هزار بشکه سوخت خام را خواهد داشت. این پالایشگاه از سوی شرکت مشترک سوخت افغان-امریکا (AFAMCO) ساخته می‌شود و افغانستان را از ناحیه پالایش نفت خام به خود کفایی خواهد رسانید. این پالایشگاه زمینهٔ اشتغال را برای بیش از ۳۶ هزار تن فراهم خواهد کرد. زمانی‌که این پالایشگاه آغاز به کار کند، ظرفیت پالایش ۶۰ هزار بشکه سوخت را روزانه خواهند داشت. با بنیان این پالایشگاه برای ۱۴۰۰ تن زمینه کار مستقیم و برای ۲۰۰ هزار نفر غیر مستقیم زمینه کار مساعد می‌شود. کارهای زیربنایی و تکنیکی شرکت مذکور تا اواخر سال ۲۰۱۵ میلادی تکمیل شده و پالایشگاه در اوایل سال ۲۰۱۶ به فعالیت آغاز خواهد نمود.

## پالایشگاه سوخت حیرتان
یک پالایشگاه نفتی با هزینه ۱۶ میلیون دلار کار مقدماتی خود را در شهر مرزی حیرتان در شمال افغانستان آغاز کرد. این کارخانه که از سوی زمری کامگار تاجر افغانستان سرمایه‌گذاری شده در ۲۴ ساعت ظرفیت پالایش ۵۰۰ تن انواع سوخت را دارد. در همین حال قرار است دو پالایشگاه دیگر نیز با هزینه ۳۰ میلیون دلار آمریکایی در حیرتان بنا گردد. در حال حاضر این کارخانه در ۲۴ ساعت ۵۰۰ تن نفت خام را به انواع سوخت پالایش می‌کند اما با تکمیل کار ساختمانی دو کارخانه دیگر ظرفیت آن به ۱۵۰۰ تن در روز خواهد رسید.
قرار داد منابع نفتی (حوزه آمودریا) با کشور چین
قرار داد نخستین پروژه بهره‌برداری از منابع نفتی (حوزه آمودریا) افغانستان در ماه جدی سال۱۳۹۱ با شرکت CNPCIW چین به امضا رسید.
به این اساس این شرکت می‌تواند بالای نخستین پروژه نفتی در کشور (بلاک قشقری، بلاک بازار کمی و بلاک زمردسای مربوط حوزه آمودریا) سرمایه‌گذاری و به اساس شرایط این موافقتنامه، تولید نفت را تا سال ۱۳۹۱ آغاز نماید. مدت این قرارداد ۲۵ سال است و در این مدت افغانستان حدود ۷میلیارد دلار به دست خواهد آورد. حوزه نفتی آمودریا بیشتر در ولایت سرپل و قسمتی از آن در ولایت فاریاب موقعیت دارد. شرکت ملی نفت چین حدود ۴۰۰ میلیون دلار در حوزه نفتی آمودریا سرمایه‌گذاری می‌کند. با آغاز استخراج ذخایر نفتی آمودریا، افغانستان چهار منبع عایداتی را به دست خواهد آورد. از نفت استخراج شده ۱۵ درصد آن به دولت افغانستان تعلق می‌گیرد.
در مراحل اول از این چاه‌ها ۱۵۰ هزار بشکه نفت استخراج می‌شود. این مقدار به تدریج بالا رفته در سال ۲۰۱۳ به ۳۰۰ هزار بشکه و در سال‌های بعدی افزایش خواهد یافت. قرار دادی که با شرکت ملی نفتی چین صورت گرفته برای ۲۵ سال بوده و درمجموع دولت از درک استخراج نفتی این حوزه حدود هفت میلیارد دلار عواید خواهد داشت. عواید سالانهٔ استخراج این حوزه ۴۰۰ میلیون دلار پیش‌بینی شده‌است و قرار داد یاد شده، قابل تمدید نیز می‌باشد. 

## پالایشگاه نفت هرات
برای اولین بار یک پالایشگاه بزرگ نفت در هرات با ۳۰ میلیون دلار سرمایه افتتاح و مورد بهره‌برداری قرار گرفت. این پالایشگاه با هزینهٔ ۳۰میلیون دلار ساخته شده و در این پالایشگاه روزانه ۱۶ هزار تن نفت خام که از کشورهای عربی با بهای کمتر به هرات انتقال داده می‌شود با معیارهای جهانی پالایش می‌شوند. این پالایشگاه توان پالایش هرگونه مواد نفتی دارد.
در حال حاضر مواد خام مصرفی این شرکت بزرگ از کشورهای همسایه نظیر ایران و ترکمنستان وارد می‌شود. براساس منابع وزارت معدن کشور درمنطقه تیرپل هرات درنزدیک سرحد با ایران یک منطقه نفتی سی سال پیش شناسایی و مراحل کار ابتدای ان هم دران منطقه زمانی به پیش رفت ولی بعد از ثابت نسبی و آمدن حکومت کنونی تابه‌حال هیچ طرحی به منظور استخراج مواد نفتی این منطقه اجرای نشده‌است.

## ساخت پالایشگاه در شبرغان
اتحادیه نفت و گاز افغانستان اعلام کرده‌است که تاجران افغان در صورت حمایت دولت حاضرند تا ۶۴۰ میلیون دلار، برای ساخت پالایشگاه نفت، در این کشور سرمایه‌گذاری نمایند. هزینه ساخت بزرگترین پالایشگاه نفت افغانستان حدود یک میلیارد و ۳۰۰ میلیون دلار برآورد شده‌است. گفته شده‌است که قرار بود سه سال پیش، شماری از تاجران افغان این پالایشگاه را در ولایت جوزجان احداث کنند، اما آنان انتظار دارند که با حمایت حکومت بتوانند از بانک‌ها قرضه مورد نیاز خود را برای ساخت آن دریافت کنند.

## نتایج
طی ۶۰ سال در کشور مطالعات و پژوهش‌های دقیق در مورد کشف و استخراج نفت وگاز صورت گرفت. کشورهای روسیه، چین و کانادا زحمات زیاد در شمال کشیدند. افغانستان دارای ۶ حوزه نفتی است در حال حاضر تنها در دو حوزه شمال حدود ۴۰–۱۰۰ چاه آماده استخراج بوده توانایی استخراج ۳۰۰ هزار بشکه نفت را دارد که بکلی برای کشور کافی است؛ ولی بالاخره به نسبت اینکه پالایشگاه سوخت وجود ندارد کار متوقف گردیده‌است. اشرف غنی ترجیع داده‌است که نفت وگاز را به نسبت اینکه پالایشگاه وجود ندارد از کشور ترکمنستان و ایران وارد گردد زیرا ارزان بدست می‌آید. باید گفت افغانستان سال ۳ میلیارد دلار سوخت را وارد می‌نماید. مصارف ساخت یک پالایشگاه ۱٫۵ میلیارد دلار است. با تأسیس چنین پالایشگاه نه دلار به هدر می‌رود و کار برای هزاران نفر پیدا می‌شود و هم کشور خودکفا می‌گردد. فعلاً دو پالایشگاه سوخت یکی در حیرتان یکی در هرات وجود دارد که هردو سوخت خام را از خارج وارد نموده پالایش می‌نمایند. هرکسی که وزیر معادن می‌شود در قصه قرارداد می‌شود. تا از طریق قرار داد پول بکند. به نظر می‌رسد از خصوصی‌سازی معادن باید بکلی دست برداشته شود. اگر دولت طی ۱۷ سال تنها کار می‌کرد حالا هر چیز وجود می‌داشت. فعلاً استخراج سوخت افغانی پرچو است. سه شرکت که قرارداد استخراج دو بلاک افغان تاجیک را نموده بود محاسبه استخراج غلط برآمد کار متوقف است. شرکت چینی به نسبت عدم وجود پالایشگاه و عدم امنیت در منطقه قشقری ظرفیت استخراج خود را بالا نبرده به همان ظرفیت نخست ایستاده‌است گفته می‌شود که در عدم استخراج نفت شمال کشورهای همسایه نقش دارند. برای طالبان مزدور دستور داده‌اند تا منابع معدنی افغانستان را در انحصار گیرند. درین مقطع گپ بزرگان دولت و وزارت معادن بکلی غلط محاسبه شده می‌تواند. وزیر معادن موجود به نسبت این درد یا مشکل دیگر استعفا داد. برخلاف توقع اشرف غنی در داستان اقتصاد کشور از طریق منابع داخلی نیست. در قصه طالب داعش حزب اسلامی و فعالیت سیاسی بدون معادل روان است. طی دو سال چند هیچ کار دولتی موافقتنامه به انجام نرسیده‌است. دولت افغانستان قدرت نمایی جدید روسیه و آمریکا را در شمال افغانستان محاسبه ننموده بود. از اتحاد طالب، و پاکستان در بلاک روس بی‌خبر بود. حالا همه همسایه‌ها در صدد دشمنی با افغانستان است. بدین لحاظ امکانات کار هم محدود گردیده‌است.